# Монако на «Евровидении-1960»
Монако принимало участие в Евровидении 1960, проходившем в Лондоне, Великобритания. Её представил Франсуа Дегель с песней «Ce soir-là», выступавший под номером 8. В этом году страна заняла третье место, получив 15 баллов. Комментатором конкурса от Монако в этом году стал Пьер Черния.

## Страны, отдавшие баллы Монако
Каждая страна имела жюри в количестве 10 человек, каждый человек мог отдать очко понравившейся песне.
| Отдали Монако… | Отдали Монако… | Отдали Монако… | Отдали Монако…                      |
| 7 баллов       | 3 балла        | 2 балла        | 1 балл                              |
| -------------- | -------------- | -------------- | ----------------------------------- |
| Германия       | Франция        | Дания          | Великобритания Люксембург Швейцария |

## Страны, получившие баллы от Монако
| 5 баллов | Франция          |
| 2 балла  | Италия, Германия |
| 1 балл   | Великобритания   |